# Cureggio
Cureggio (Curegg in piemontese) è un comune italiano di 2 586 abitanti della provincia di Novara in Piemonte.

## Storia

### Simboli
Lo stemma è stato concesso con regio decreto del 31 gennaio 1929.
Il gonfalone, concesso con DPR del 3 marzo 1988, è un drappo di bianco.

## Monumenti e luoghi d'interesse
- Battistero romanico di San Giovanni (XII secolo)
- Pieve di Santa Maria Assunta
- Chiesa della Madonna della Neve a Marzalesco (XII secolo)
- Riserva naturale orientata delle Baragge

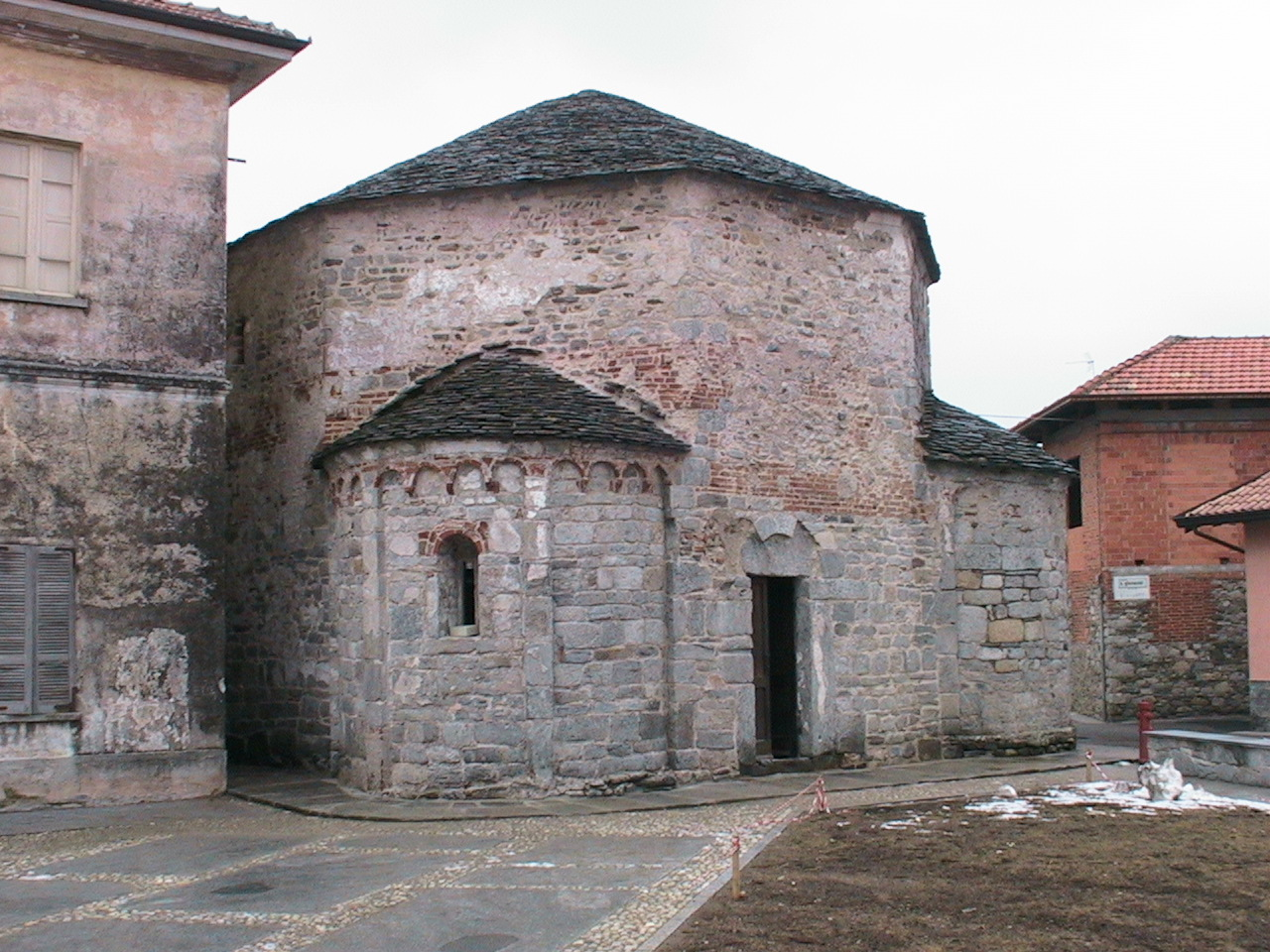
Il battistero romanico (esterno)
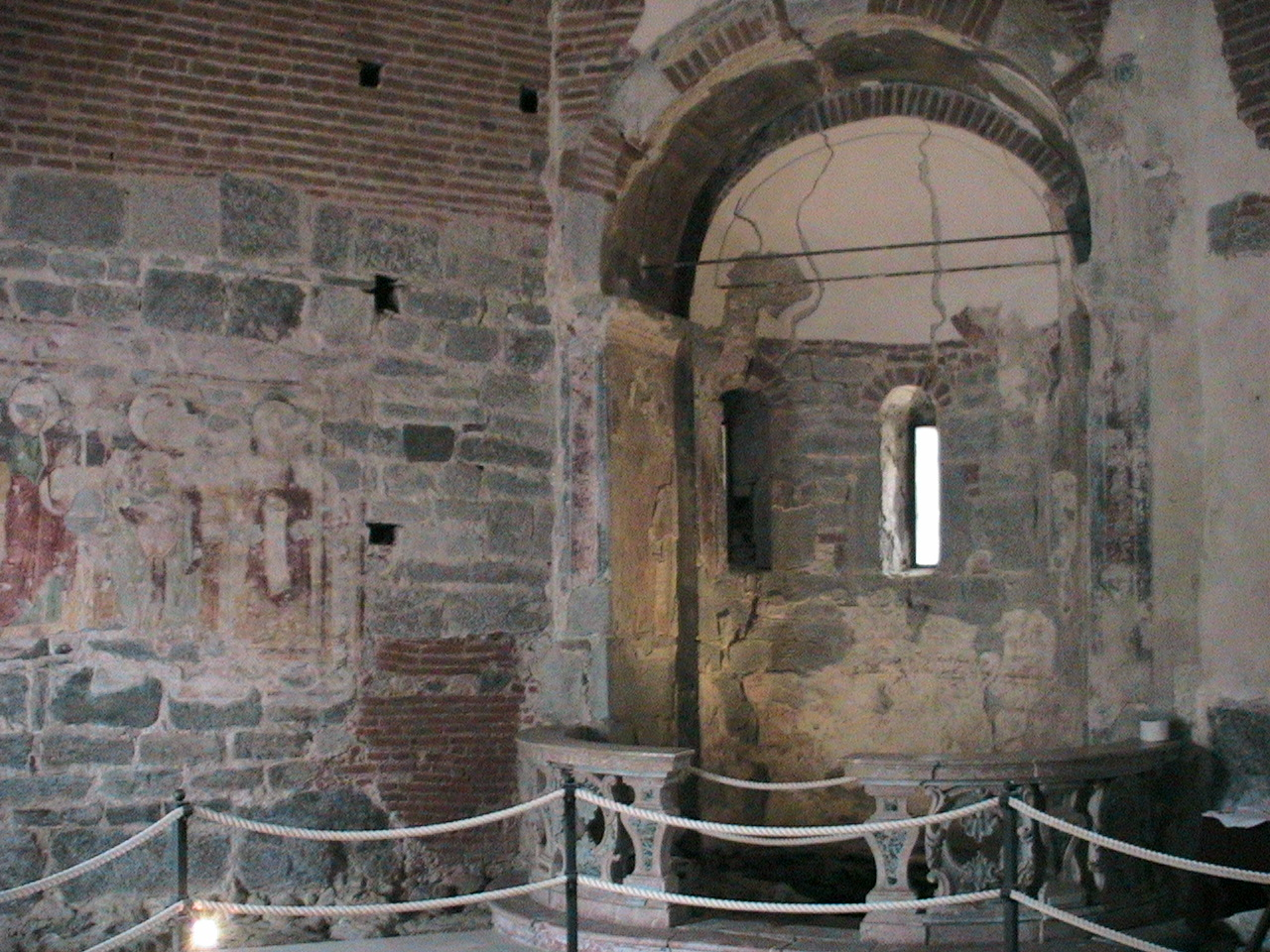
Interno con una delle absidi
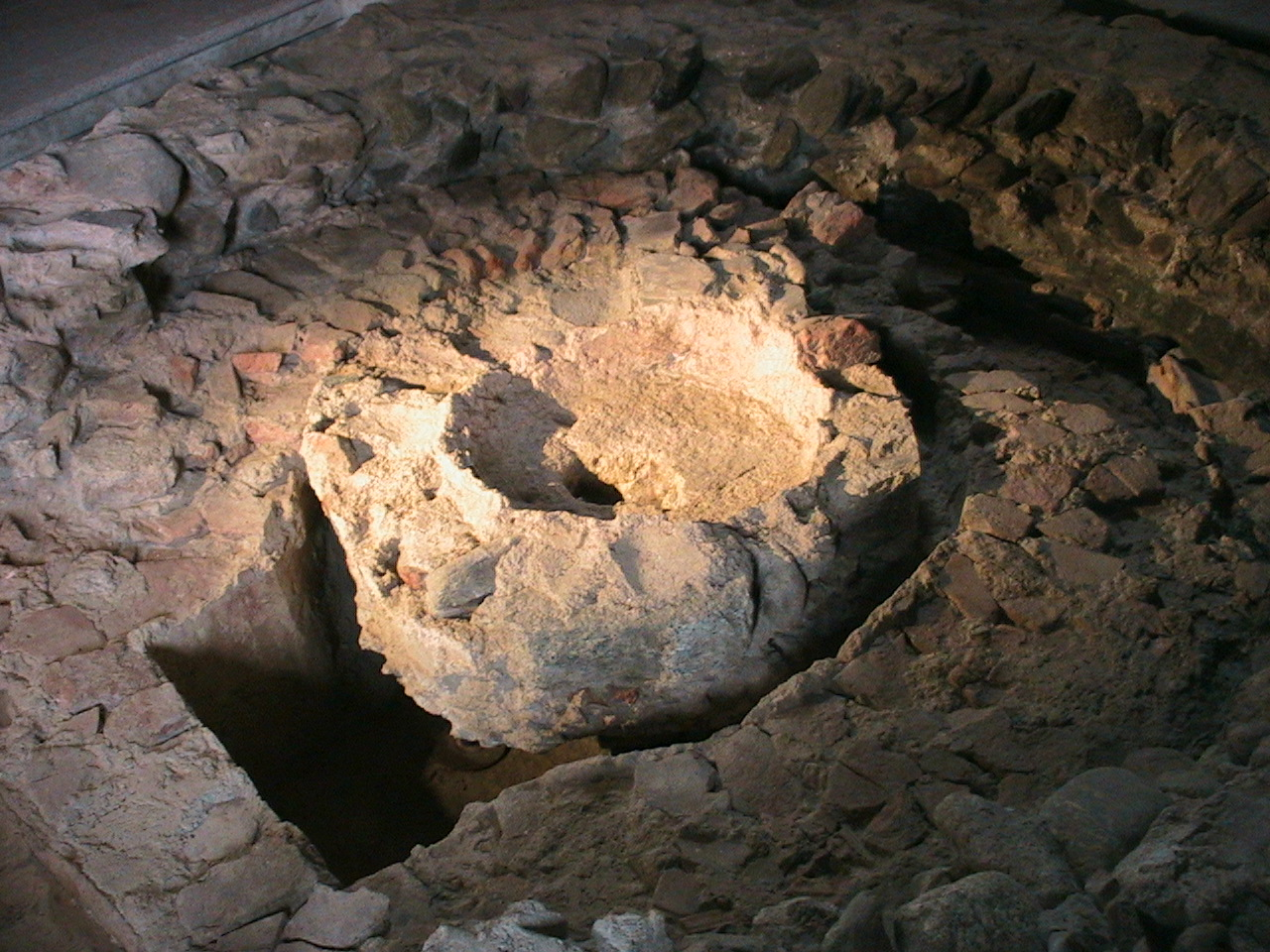
Il fonte battesimale

## Società

### Evoluzione demografica
Abitanti censiti

## Economia
Il territorio comunale è stato storicamente noto per la coltivazione di patate e di cipolle. Fa parte dell'area di produzione del presidio Slow Food della Cipolla bionda di Cureggio e Fontaneto.

## Infrastrutture e trasporti
La stazione di Cureggio, posta lungo la ferrovia Santhià-Arona, fu attivata il 16 gennaio 1905 e dal 2012 risulta senza traffico per effetto della sospensione del servizio sulla linea imposta dalla Regione Piemonte.

## Amministrazione
Di seguito è presentata una tabella relativa alle amministrazioni che si sono succedute in questo comune.
| Periodo        | Periodo        | Primo cittadino      | Partito                            | Carica  | Note  |
| -------------- | -------------- | -------------------- | ---------------------------------- | ------- | ----- |
| 6 giugno 1985  | 16 maggio 1990 | Massimo Folpini      | Partito Socialista Italiano        | Sindaco | [ 9 ] |
| 16 maggio 1990 | 24 aprile 1995 | Massimo Folpini      | Partito Socialista Italiano        | Sindaco | [ 9 ] |
| 24 aprile 1995 | 14 giugno 1999 | Massimo Folpini      | sinistra                           | Sindaco | [ 9 ] |
| 14 giugno 1999 | 14 giugno 2004 | Giuseppina Zaninetti | sinistra                           | Sindaco | [ 9 ] |
| 14 giugno 2004 | 8 giugno 2009  | Giuseppina Zaninetti | lista civica                       | Sindaco | [ 9 ] |
| 8 giugno 2009  | 26 maggio 2014 | Annalisa Beccaria    | Il Popolo della Libertà, Lega Nord | Sindaco | [ 9 ] |
| 26 maggio 2014 | 27 maggio 2019 | Angelo Barbaglia     | lista civica Insieme               | Sindaco | [ 9 ] |
| 27 maggio 2019 | in carica      | Angelo Barbaglia     | lista civica Insieme               | Sindaco | [ 9 ] |